# 内江·中国农批城
内江·中国农批城是位于四川省内江市的一座集中式农产品集散中心，项目建设用地约156亩，建筑面积约13万平方米，投资约10亿元，双首层设计，挑高超5.4米，于2021年4月24日开业。项目主要有农产品批发零售、低温加工配送、冷链仓储、生鲜电商、智慧商业和供应链金融服务六大功能模块，是内江市围绕推进乡村振兴、加强农产品流通合作的项目之一。
1. ↑  . www.sohu.com.   [2021-08-01]. （原始内容存档于2021-08-01） （英语）.